# Nelson Torres
Nelson Antonio Torres Muñoz (Castro, 28 de marzo de 1957) es un profesor, escritor y poeta chileno vinculado al movimiento cultural Aumen de Chiloé, y uno de los fundadores del Grupo Índice de Valdivia.
Es Profesor de Estado en Castellano y Bachiller en Letras mención Castellano de la Universidad Austral de Chile. Dirigió entre 2000 y 2001 la publicación Pluvial. Revista de literatura y humanidades, y trabaja como archivero responsable del Archivo Bibliográfico y Documental de Chiloé y coordinador de las Ferias del Libro de Castro.
De acuerdo a la descripción que hace Iván Carrasco del discurso etnocultural en la poesía chilena, entre cuyos autores se encuentra Nelson Torres, su obra poética se enmarcaría en el grupo de escritores «poetas chilotes» con De Indias (1993). Algunos de sus textos son referidos como trabajos que plasman la identidad del Chiloé actual donde se observa «un rechazo, soterrado o explícito, a la modernidad transnacional»; ésta «se ha nutrido de las preocupaciones que han tenido como objeto poético a un sur de Chile multicultural y diverso». Junto a Jorge Velásquez y Víctor Hugo Cárdenas, es considerado como un poeta que: 

«(...) interconecta los signos de la poesía con los signos de la cultura, la sociedad y la historia local, signos estos últimos que funcionan como la condición de posibilidad de la escritura poética» (Mansilla, 2007, p. 147).

Nelson Torres ha recibido diversos reconocimientos, entre los que se encuentran el Premio Iberoamericano de Poesía Javiera Carrera 1983, el Premio «Neruda 80 Años» organizado por la Sociedad de Escritores de Chile y el premio Municipal en Santiago el año 1994.

## Obras

### Poesía
- El Libro Oculto (1984).
- Líricanalladas (1985).
- De Indias (1993)
- Juglarías (1994).
- Incitación al Cielo y otros poemas (1995).
- Versos que gotean savia y semen (1999).
- Poemas de Relámpagos y Magia (2000).
- Autolectura (2009).
- Imágenes de fuego (2014).
- poema a jeferson (2016)

### Narrativa
- Cuentos, Descuentos y algunas Ironías también (2000).

### Pedagogía
- Plan de Lectura Sostenida, Nivel 1º, Libro del Monitor (1999), en coautoría con Mario García Álvarez.
- Plan de Lectura Sostenida, Nivel 1º, Libro del Alumno (1999), en coautoría con Mario García Álvarez.
- Plan de Lectura Sostenida, 2º nivel, Libro del Monitor (2000), en coautoría con Mario García Álvarez.
- Plan de Lectura Sostenida, 2º nivel, Libro del Alumno (2000), en coautoría con Mario García Álvarez.

Investigación
```
   Profesores Normalistas de Chiloé I (2011)
   Profesores Normalistas de Chiloé II (2014)
```